# Tages (musikalbum)
Tages är det första musikalbumet av Tages, släppt 1965 på skivbolaget Platina. Producent Anders Henriksson. Tekniker Björn Norén.

## Medverkande
Freddie Skantze: Batteri

Göran Lagerberg: Basgitarr

Tommy Blom: Gitarr, Munspel

Anders Töpel: Sologitarr

Danne Larsson: Kompgitarr

Anders Henriksson: Piano

## Låtlista
Sida 1:
1. Bloodhound (Bright). Tommy.
2. Everybody loves a lover (R. Allan - R. Adler). Anders. Danne och Göran körar.
3. Dimples (John Lee Hooker). Göran.
4. I got my mojo working (Morganfield). Tommy. Danne och Göran körar.
5. Naggin (West - Anderson). Tommy.
6. Sleep little girl (Tommy Blom). Tommy. Danne och Göran körar.

Sida 2:
1. The one for you (Danne Larsson). Danne och Göran.
2. Seventh son (Willy Dixon). Tommy.
3. I'll go crazy (James Brown). Danne och Göran.
4. Cathy's clown (Don Everly). Göran och Anders.
5. Doctor Feel-Good (Smith). Danne. Anders och Göran körar.
6. Stand by me (Beard - Willet - Doggett). Tommy. Freddie afrikanskt gnuhorn.

### Fotnoter
1. ↑  Boken om Tages från Avenyn till Abbey Road. ISBN 978-91-89136-88-5
2. ↑  Platina PALP 3001 LP skivomslag
3. ↑  https://www.svenskpophistoria.se/tages/popup37_window.html